# Siny van Iterson
Siny Rose van Iterson (Curaçao, 5 oktober 1919 – Den Haag, 7 augustus 2018) was een Antilliaans-Nederlandse jeugdboekenschrijfster.
Siny van Iterson werd geboren op Curaçao uit Nederlandse ouders. Ze verhuisde op tweejarige leeftijd naar Nederland, maar keerde in 1947 weer terug naar het Antilliaanse eiland. Ze schreef uitsluitend in de Nederlandse taal. Een aantal titels werd vertaald in het Deens, Duits en Engels. De titel De adjudant van de vrachtwagen werd in 1968 bekroond als Kinderboek van het jaar. Voor Het gouden suikerriet uit 1970 ontving ze in 1971 een Zilveren Griffel. Een jaar later werd Iterson genomineerd voor de Hans Christian Andersenprijs.

## Een keuze uit haar werk
- Schaduw over Chocamata (1953)
- In de ban van de duivelsklip (1954)
- De adjudant van de vrachtwagen (1967) (Kinderboek van het jaar en Mildred L. Batchelder-prijs in 1973)
- Het gouden suikerriet (1970) (Zilveren Griffel)